# Divisions Regionals de Futbol Femení de les Illes Balears 2007-08
Les Divisions Regionals de Futbol Femení de les Illes Balears 2007-08 es van dur a terme com a continuació s'indica:

## Futbol 11

### Grup A
La primera jornada va començar el 24 de novembre de 2007 i la ultima va acabar el 4 de maig de 2008.
La classificació final del Grup A va ser la següent:
| Equip            | PJ | G  | E | P  | GF  | GC  | Pts |
| ---------------- | -- | -- | - | -- | --- | --- | --- |
| UD Collerense B  | 18 | 16 | 1 | 1  | 100 | 14  | 49  |
| Són Cotoner B    | 18 | 16 | 1 | 1  | 93  | 11  | 49  |
| Sp. Campos       | 18 | 10 | 3 | 5  | 45  | 36  | 33  |
| S'Horta          | 18 | 8  | 6 | 4  | 41  | 30  | 30  |
| Port de Pollença | 18 | 8  | 5 | 5  | 44  | 17  | 29  |
| Independent      | 18 | 8  | 2 | 8  | 57  | 41  | 26  |
| Algaida          | 18 | 5  | 2 | 11 | 51  | 79  | 17  |
| Pollença i Port  | 18 | 3  | 5 | 10 | 19  | 40  | 14  |
| Esp. Sa Vileta   | 18 | 3  | 0 | 15 | 18  | 96  | 9   |
| Alcúdia          | 18 | 0  | 1 | 17 | 5   | 109 | 1   |

### Grup B
La primera jornada va començar el 24 de novembre de 2007 i la ultima va acabar el 4 de maig de 2008.
La classificació final del Grup B va ser la següent:
| Equip               | PJ | G  | E | P  | GF | GC | Ptes |
| ------------------- | -- | -- | - | -- | -- | -- | ---- |
| Són Cladera At      | 18 | 15 | 2 | 1  | 70 | 16 | 47   |
| Rtvo Peña Raval     | 18 | 15 | 2 | 1  | 92 | 15 | 47   |
| Són Caliu           | 18 | 14 | 1 | 3  | 69 | 18 | 43   |
| Sollerense          | 18 | 11 | 0 | 7  | 55 | 35 | 33   |
| Palma de Son Gotleu | 18 | 9  | 3 | 6  | 40 | 33 | 30   |
| És Raiguer          | 18 | 6  | 2 | 10 | 42 | 52 | 20   |
| Sant Jordi          | 18 | 4  | 4 | 10 | 25 | 55 | 16   |
| La Unió             | 18 | 2  | 3 | 13 | 22 | 64 | 9    |
| AD Són Sardina      | 18 | 2  | 2 | 14 | 9  | 68 | 8    |
| Montaura            | 18 | 2  | 1 | 15 | 22 | 90 | 4    |

### Final
| 17-05-2008 | Son Cladera At | 1-2     | UD Collerense B | Palma             |  |
|            |                | Informe |                 | Son Cladera F11 · |  |

| 24-05-2008 | UD Collerense B | 6-1     | Son Cladera At | Palma               |  |
|            |                 | Informe |                | Ca Na Paulina F11 · |  |

## Futbol 7
La primera jornada va començar el 14 de març de 2008 i la ultima va acabar el 20 de juny de 2008.
| Equip               | PJ | G  | E | P  | GF  | GC  | Ptes |
| ------------------- | -- | -- | - | -- | --- | --- | ---- |
| Són Cotoner         | 12 | 11 | 1 | 0  | 108 | 18  | 34   |
| Collerense          | 12 | 9  | 2 | 1  | 79  | 25  | 29   |
| Palma de Son Gotleu | 12 | 7  | 1 | 4  | 75  | 45  | 22   |
| Arenal              | 12 | 7  | 0 | 5  | 51  | 36  | 21   |
| Petra               | 12 | 3  | 1 | 8  | 24  | 56  | 10   |
| Sineu               | 12 | 1  | 2 | 9  | 11  | 62  | 5    |
| Són Roca            | 12 | 0  | 1 | 11 | 6   | 112 | -2   |